# Plectranthinae
Sous-tribu
Les Plectranthinae sont une sous-tribu de plantes à fleurs de la famille des Lamiaceae, de la sous-famille des Nepetoideae et de la tribu des Ocimeae.
Le genre type de la sous-tribu est Plectranthus.

## Liste des genres
Aeollanthus – Alvesia – Anisochilus – Capitanopsis – Coleus – Dauphinea – Equilabium – Madlabium – Plectranthus – Tetradenia – Thorncroftia

## Publication originale
- Endlicher S.L., 1836–1840. Genera plantarum secundum ordines naturales disposita. (pp I–LX, 1–1484). Vindobonae (Vienna). page : 609.